# Экватор (разведывательный корабль)
«Экватор» — средний разведывательный корабль проекта 861М (по классификации NATO — «Moma class») Черноморского флота ВМФ СССР и Черноморского флота ВМФ России. Спущен на воду 30 марта 1968 года. Корабли серии строились на базе гидрографических судов на верфи «Сточня Полночна» в Гданьске (Польша).

## Разведка Черноморского флота
После внедрения в ВМФ СССР сначала радиосвязи, а затем и радиолокационных и гидроакустических систем, основным источником информации о вероятном противнике стали радио- и радиотехнические излучения. Для ведения систематической разведки этих излучений в районах нахождения ВМС вероятного противника и стали создаваться подразделения разведывательных кораблей: кораблей радио-, радиотехнической и радиоэлектронной разведки.
1 июня 1971 года на Черноморском флоте была сформирована 112-я бригада кораблей особого назначения для разведки сил вероятного противника, прежде всего США и Объединённых военно-морских сил НАТО, во всех возможных районах его нахождения ещё в мирное время. Разведывательные действия производились с целью заблаговременного обнаружения возможной угрозы со стороны вероятного противника и выработки адекватных ответных мер.
Разведка Черноморского флота активно действовала на южном и юго-западном морских направлениях. Флотская разведка действовала сначала под флагом Гидрографической службы, и её корабли именовались гидрографическими судами (ГИСУ) или судами связи (ССВ). Часть судов носила флаг Гидрографической службы, другие — военно-морской флаг. В документах Министерства обороны СССР и Генерального штаба Вооружённых сил СССР эти корабли именовались КРР и КРТР (корабль радио- и радиотехнической разведки).
Основными задачами боевой службы: поиск, определение районов патрулирования, слежение за ПЛАРБ ВМС США и другими иностранными подводными лодками; разведка и слежение за многоцелевыми (ударными) авианосцами и другими ударными группировками ВМС США и НАТО, а также снабжение информацией командования ВМФ, в прямом подчинении которого находилась 5-я «средиземноморская» эскадра ВМФ СССР.
СРЗК «Экватор», как и другие корабли бригады, в разные годы входившие в её состав: БРЗК «Крым», БРЗК «Кавказ», СРЗК «Приазовье», СРЗК «Одограф» (перешедший на Северный флот и получивший название «Виктор Леонов»), СРЗК «Лиман», СРЗК «Юпитер», СРЗК «Кильдин», СРЗК «Челекен», МРЗК «Океан», МРЗК «Рица», МРЗК «Бакан», МРЗК «Вертикал», МРЗК «Вал», МРЗК «Лоцман», МРЗК «Ладога», МРЗК «Курс», «ГС-239», «ГС-13», МРЗК «Магнит», «ГС-55», «ГС-36», «ГС-41», «ГС-43», МРЗК «Алидада» и другие регулярно вели разведку ОВМС НАТО и 6 флота США в Средиземном море.

## Служба

### ВМФ СССР
Гидрографическое судно «Экватор» проекта 861М было построено в Польше в Гданьске на судостроительном заводе «Сточня Полночна» (заводской номер 861/6). Было спущено на воду 30.03.1968 года. Вступило в строй 11.11.1968 года. После постройки судно перешло в Балтийск, где был сформирован его экипаж. Вошло в состав гидрографической службы Черноморского флота 05.01.1969 года.
В апреле 1969 года совершил межфлотский переход вокруг Европы.
В составе 112-й бригады кораблей особого назначения.

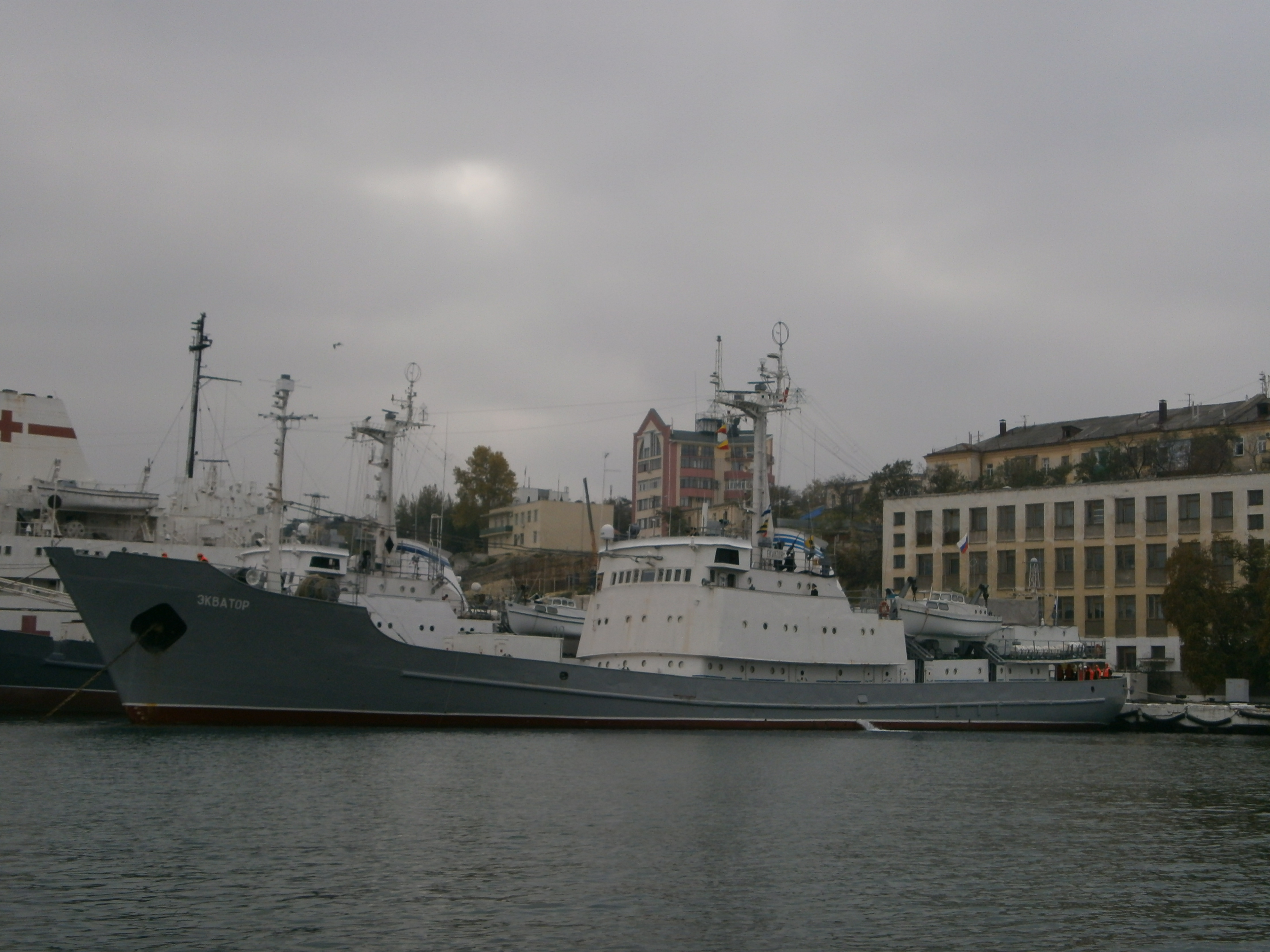
На стоянке в Севастопольской бухте.

В 1976 году судно было переоборудовано в разведывательный корабль. Классифицировался как малый разведывательный корабль (МРЗК).
В мае 1982 года вышел в поход для наблюдения за англо-аргентинским конфликтом за Фолклендские острова, но когда он в достиг района боевых действий получил радиограмму с сообщением о том, что конфликт окончен в связи с поражением Аргентины и «Экватор» должен выдвинуться к Восточному побережью США с целью слежения за ПЛАРБ типа «Огайо».
С 1992 года классифицируется как средний разведывательный корабль (СРЗК).

### ВМФ России
Бортовой номер 418(1990).
По разделу Черноморского флота в 1997 году отошел российской стороне.
Экипаж «Экватора» неоднократно признавался лучшим по видам боевой подготовки в масштабах Черноморского флота и своего соединения, а в 2003 году был признан лучшим в Военно-Морском Флоте.
В августе 2008 года отряд кораблей ЧФ РФ принимал участие в войне в Грузии около побережья Абхазии. В нём был задействован и средний разведывательный корабль «Экватор».
В конце 2013 году корабль прошел модернизацию радиотехнических средств.
На 2014 год прошел около миллиона морских миль.
В настоящее время входит в состав 519-го отдельного дивизиона разведывательных кораблей Черноморского Флота, с базированием на бухту Южная (Севастополь).

## Командиры
В составе ВМФ СССР
- 1982 - капитан 3-го ранга П. П. Сердюченко[4].

В составе ВМФ России
- 2014 - капитан 2-го ранга  Белых Игорь[4].